# Пришвидшення ряду
У математиці пришвидшення ряду є одним із перетворень послідовності для покращення швидкості збіжності ряду.
Методи пришвидшення рядів часто застосовуються в чисельному аналізі, де вони використовуються для підвищення швидкості чисельного інтегрування.
Методи пришвидшення ряду також можуть бути використані, наприклад, для отримання різноманітних тотожностей для спеціальних функцій. Наприклад, перетворення Ейлера, застосоване до гіпергеометричного ряду, дає деякі з класичних, добре відомих тотожностей для гіпергеометричних рядів.

## Означення
Нехай задано послідовність
{\displaystyle S=\left\{{s_{n}}\right\}_{n\in \mathbb {N} },}
що має границю
{\displaystyle \lim _{n\to \infty }s_{n}=\ell .}
Пришвидшенним рядом є друга послідовність
{\displaystyle S^{\prime }=\left\{{s_{n}^{\prime }}\right\}_{n\in \mathbb {N} },}
яка збігається швидше до {\displaystyle \ell }, ніж початкова послідовність, в сенсі, що
{\displaystyle \lim _{n\to \infty }{\frac {s_{n}^{\prime }-\ell }{s_{n}-\ell }}=0.}
Якщо початкова послідовність є розбіжною,  то перетворення послідовності діє як метод екстраполяції на антиграницю {\displaystyle \ell }.
Відображення від початкового до перетвореного ряду можуть бути лінійними (як визначено в статті про перетворення послідовності) або нелінійними.
У загальному випадку, нелінійні перетворення послідовності мають тенденцію бути більш потужними.

## Огляд
Двома класичними методами пришвидшення ряду є перетворення рядів Ейлера і перетворення рядів Куммера.
У XX столітті було розроблено низку більш швидших та спеціальних методів, включаючи екстраполяцію Річардсона, яку запропонував Льюїс Фрай Річардсон на початку XX століття, але який був відомий і використовувався Катахіро Такебе в 1722 році; дельта-квадратичний процес Ейткена, запропонований Олександром Ейткеном у 1926 році, який також був відомий і використовувався   Такакадзу Секі у XVIII столітті; епсилон метод, запропонований Пітером Вінном у 1956 році; {\displaystyle u}-перетворення Левіна; метод Вілфа—Цейлбергера—Ехада; WZ метод.
Для знакопереміжних рядів існує декілька потужних методів, описаних Коеном зі співавторами , які забезпечують швидкість збіжності від {\displaystyle 5{,}828^{-n}} до {\displaystyle 17{,}93^{-n}} для підсумовування {\displaystyle n} членів.

## Перетворення Ейлера
Основним прикладом перетворення лінійної послідовності, що забезпечує покращену збіжність, є перетворення Ейлера.
Воно застосовується до знакопереміжних рядів і має вигляд
{\displaystyle \sum _{n=0}^{\infty }(-1)^{n}a_{n}=\sum _{n=0}^{\infty }(-1)^{n}{\frac {(\Delta ^{n}a)_{0}}{2^{n+1}}},}
де {\displaystyle \Delta } — це оператор правих різниць:
{\displaystyle (\Delta ^{n}a)_{0}=\sum _{k=0}^{n}(-1)^{k}{n \choose k}a_{n-k}.}
Якщо початковий ряд у лівій частині лише повільно збігається, то праві різниці будуть мати тенденцію до швидкого зменшення, а додаткова степінь двійки іще більше збільшує швидкість збіжності правої частини.
Особливо ефективною чисельною реалізацією перетворення Ейлера є перетворення ван Вейнгардена.

## Конформні відображення
Ряд
{\displaystyle S=\sum _{n=0}^{\infty }a_{n}}
можна записати як {\displaystyle f(1)}, де функція {\displaystyle f} визначається як
{\displaystyle f(z)=\sum _{n=0}^{\infty }a_{n}z^{n}.}
Функція {\displaystyle f(z)} може мати особливості в комплексній площині точки розгалуження, полюси чи суттєві особливості), які обмежують радіус збіжності ряду.
Якщо точка {\displaystyle z=1} знаходиться поблизу або на межі круга збіжності, то ряд для {\displaystyle S} буде збігатися дуже повільно.
Можна покращити збіжність ряду за допомогою конформного відображення, яке переміщує сингулярності таким чином, що точка, яка відображається в {\displaystyle z=1}, опиняється глибше в новому крузі збіжності.
Конформне перетворення {\displaystyle z=\Phi (w)} потрібно вибрати таким, що {\displaystyle \Phi (0)=0}, і зазвичай вибирають функцію, яка має скінченну  похідну при {\displaystyle w=0}.
Без втрати загальності можна вважати, що {\displaystyle \Phi (1)=1}, оскільки завжди можна перемасштабувати {\displaystyle w} і перевизначити {\displaystyle \Phi }.
Далі розглянемо функцію
{\displaystyle g(w)=f(\Phi (w)).}
Оскільки {\displaystyle \Phi (1)=1}, то {\displaystyle f(1)=g(1)}.
Можемо отримати розклад в ряд функції {\displaystyle g(w)}, поклавши {\displaystyle z=\Phi (w)} у розкладі в ряд функції {\displaystyle f(z)}, оскільки {\displaystyle \Phi (0)=0}.
Перші {\displaystyle n} членів розкладу ряду для функції {\displaystyle f(z)} дадуть перші {\displaystyle n} членів розкладу ряду для функції {\displaystyle g(w)}, якщо {\displaystyle \Phi '(0)\neq 0}.
Таким чином, поклавши {\displaystyle w=1} у цьому розкладі в ряд, отримаємо ряд, який у випадку його збіжності, збігається до того ж значення, що й початковий ряд.

## Нелінійні перетворення послідовності
Прикладами таких нелінійних перетворень послідовностей є апроксимації Паде, перетворення Шенкса та перетворення послідовностей типу Левіна.
Особливо нелінійні перетворення послідовностей часто забезпечують потужні числові методи для підсумовування розбіжних рядів або асимптотичних рядів, які виникають, наприклад, у теорії збурень, і можуть бути використані як високоефективні методи екстраполяції.

## Метод Ейткена
Основна стаття: Дельта-квадратичний процес Ейткена
Просте нелінійне перетворення послідовності (екстраполяція Ейткена або дельта-квадратичний метод):
{\displaystyle \mathbb {A} \colon \ S\to S^{\prime }=\mathbb {A} (S)={(s_{n}^{\prime })}_{n\in \mathbb {N} },}
яке визначається наступним чином:
{\displaystyle s_{n}^{\prime }=s_{n+2}-{\frac {(s_{n+2}-s_{n+1})^{2}}{s_{n+2}-2s_{n+1}+s_{n}}}.}
Це перетворення дуже часто використовується для покращення швидкості збіжності послідовності, що повільно збігається; евристично, таке перетворення усуває більшу частину абсолютної похибки.

## Зовнішні лінки
- Convergence acceleration of series
- GNU Scientific Library, Series Acceleration
- Digital Library of Mathematical Functions